# Teresa Gil
Teresa Gil (Guimarães, ca. 1250/1255-Valladolid, 4 de octubre de 1310/1312) fue una personalidad de la Baja Edad Media nacida en Portugal, fundadora del monasterio de Sancti Spiritus el Real de Toro, que llegó a ser ricahembra de Castilla.

## Orígenes
Fue hija de Gil Martins de Riba de Vizela, ricohombre del rey Alfonso III de Portugal, y de su esposa, María Anes de Maia, heredera de la casa de Maia, una de las más antiguas y nobles del reino lusitano.

## Traslado a Castilla
Se trasladó con su familia a finales de 1265 cuando su padre se exilió en Castilla, agraviado porque el rey Alfonso III lo había sustituido en la mayordomía real por João Peres de Aboim, miembro de un linaje inferior. Gil Martín de Riba de Vizela se convirtió en un hombre de confianza del rey Alfonso X el Sabio y fue el único portugués testigo del testamento del rey castellano.
Ostentó la condición de «ricahembra de Castilla», a pesar de no descender de la primera nobleza española, gracias a los favores del rey Sancho IV, con quien tenía buena relación. Poseía un amplio patrimonio en Castilla, Portugal y Valladolid. Fundó el Monasterio de Sancti Spiritus el Real en Toro (Zamora), donde tiene su sepultura en el mismo espacio donde un siglo más tarde descansarían los restos de la reina Beatriz de Portugal.
Se cree que fue abadesa del monasterio de las Huelgas Reales de Valladolid, en el que se conservan dos pinturas del siglo xvii con su figura y nombre. Mantenía una mala relación con las Órdenes Militares, al contrario que con los monasterios, y era famosa su generosidad, hecho comprobable gracias al pormenorizado testamento que dejó, en el que legaba valiosas pertenencias a sus criados, escuderos y doncellas.
Ya en el año 1369 una calle de Valladolid era conocida por su nombre, que mantiene en la actualidad.